# Кузнецов, Олег Иванович (скульптор)
Олег Иванович Кузнецов (род. 16 декабря 1936, Ленинград  — 28 августа 2019) — советский и российский художник, живописец, монументалист, скульптор, педагог. Почётный работник высшего профессионального образования Российской Федерации, лауреат премии Ленинградского обкома ВЛКСМ, награждён серебряной медалью Российской Академии Художеств в 2005 г.

## Биография
В 1956 году окончил Ленинградскую Среднюю Художественную школу при институте живописи, скульптуры и архитектуры им.И. Е. Репина. 
В 1962 году окончил Ленинградское высшее художественно-промышленное училище им. В.И. Мухиной.
С 1962 преподавал на кафедре монументально-декоративной живописи ЛВХПУ им. В. И. Мухиной.  Он подготовил ряд успешных художников, разработал программы по монументальной композиции в архитектуре, спецживописи и спецрисунку. 
Участвовал в выставке в ЛВХПУ им. Мухиной серией путевых заметок по ЧССР. 
Участвовал в Международном конкурсе на проект монумента «Победа на Плайя-Хирон» в соавторстве с арх. В. Фабрицким и И. Шмелевым.
В 1968 году выполнил монумент «Героическому Комсомолу» на Комсомольской площади в Санкт-Петербурге За этот монумент авторский коллектив был удостоен звания «Лауреата премии Ленинградского обкома ВЛКСМ».
В 1994 вышла книга О.И. Кузнецова  «Пластическая основа композиции» (в соавторстве с В. М. Мошковым).
В 2001 году прошла выставка в Государственном Русском музее.
28 августа 2019 г. профессор Олег Иванович ушёл из жизни.

## Монументальные работы
- надгробие для Братской могилы детей, погибших при артобстреле в мае 1942 года, на Смоленском лютеранском кладбище (в соавторстве со скульптором В. И. Гордоном и архитектором Н. Г. Эйсмонтом и Л. Н. Линдротом)[6] 1966
- монумент «Героическому Комсомолу» (в соавторстве со скульптором В. Г. Тимошенко, В. И. Гордоном и архитекторами В. Б. Фабрицким, И. П. Шмелёвым) 1968
- Мемориальная доска Есенину С. А (архитектор Т. Н. Милорадович)[7] 1971
- мозаичное панно «Созвездие Водолея» во Всесоюзном молодежном лагере «Орленок» 1972
- росписи «Мы пионеры — дети рабочих» в конференц-зале  и «Народные мотивы» в столовой пионерского лагеря «Прометей» Новолипецкого металлургического завода в г. Липецке (в соавторстве с В. М. Мошковым)[8] 1974—1977

## Выставки
- 1981—1983 — Выставка «Художники — монументалисты — городу», ЦВЗ, Ленинград
- 1988 — Персональная выставка станковой живописи
- 1989 — Копенгаген, Дания
- 1990—1991 — Эребру, Карастад, Мальме, Швеция, Сирия; Кёльн, Германия
- 1991 — Персональная выставка «100 акварелей Олега Кузнецова», Калининградская художественная галерея
- 1992 — Персональная выставка, СПбГХПА
- 1994 — Сан-Себастьян, Испания
- 1996 — Международная выставка «Профессора мира», Одесса
- 2000 — Персональная выставка, СПбГТУ
- 2001 — Живопись. Акварель. Эмаль. Скульптура. Русский музей, С-Петербург.